# أوجين آنسباش
أوجين آنسباش هو صحفي بلجيكي، ولد في 7 فبراير 1833 في بروكسل في بلجيكا، وتوفي بنفس المكان في 21 ديسمبر 1890.